# Zaletta nereias
Zaletta nereias är en insektsart som beskrevs av George Willis Kirkaldy 1907. Zaletta nereias ingår i släktet Zaletta och familjen dvärgstritar. Inga underarter finns listade i Catalogue of Life.